# Goltern
Goltern war eine Gemeinde im niedersächsischen Landkreis Hannover.

## Geschichte
Die Gemeinde Goltern entstand am 1. Juli 1968 durch den Zusammenschluss der bis dahin selbständigen Gemeinden Eckerde, Göxe, Großgoltern, Nordgoltern und Stemmen.
Am 1. März 1974 wurde die Gemeinde aufgelöst und in die Stadt Barsinghausen eingegliedert.

## Wappen
Der Entwurf des Wappens von Goltern stammt von dem in Gadenstedt geborenen und später in Hannover lebenden Heraldiker und Grafiker Alfred Brecht, der schon die Wappen von Aligse, Bantorf, Barrigsen und vielen anderen Ortschaften im Landkreis Hannover entworfen hat.
- Die erste Genehmigung des Wappens wurde der Gemeinde Großgoltern am 18. März 1960 durch den Regierungspräsidenten in Hannover erteilt.[1]
- Die am 1. Juli 1968 durch Gesetz neugebildete Gemeinde Goltern hat das Wappen der bisherigen Gemeinde Großgoltern übernommen, das vom Regierungspräsidenten in Hannover am 11. April 1969 genehmigt wurde.[1]

| Wappen von Goltern | Blasonierung: „In Rot ein silberner Turm mit Schirmdach und Brustwehr, begleitet von zwei goldenen Lindenblättern.“ |
| Wappen von Goltern | Wappenbegründung: Schon in der Frühzeit des Wappenwesens hat das nach dem Ort sich nennende Adelsgeschlecht „de Golthorne“ im frühgotischen Siegel einen römischen Festungsturm mit gezinnter Plattform geführt, unzweifelhaft den Wachtturm am Helweg, in dessen Schutz ihre Güter lagen. Die ältesten, aus dem Jahre 1314 stammenden Siegel der Edelherren Ludolf und Thiedericus de Golthorne und die der späteren Generation aus dem Jahre 1340 beweisen es eindeutig. Die beiden goldenen Lindenblätter deuten auf die bestätigte Gerichtsstätte aus dem Jahre 1188 hin. |